# Gebrüder Schnell
Die Gebrüder Schnell waren drei Brüder aus Burgdorf, die während der Regenerationszeit eine führende Stellung in der liberalen Bewegung des Kantons Bern und der Schweiz einnahmen.
- Johann Ludwig Schnell (1781–1859)
- Karl Schnell (1786–1844)
- Johann «Hans» Schnell (1793–1865)